# Уильямс, Томас (младший)
Томас Уильямс-младший (англ. Thomas Williams, Jr.; род. 25 августа 1987, Форт-Вашингтон, Мэриленд) — американский боксёр-профессионал, выступающий в полутяжёлой весовой категории (до 79, 4 кг). Бывший претендент на титул чемпиона мира в полутяжёлом весе по версии WBC (2016), чемпион WBO NABO (2014). Сын боксёра Томаса Уильямса.

## Профессиональная карьера
Профессиональную карьеру боксёра Томас начал в ноябре 2010 года.
Работает с промоутером Элом Хэймоном.

## Статистика профессиональных боёв
В таблице перечислены результаты всех поединков боксёров.
В каждой строке указан результат поединка. Дополнительно номер поединка обозначен цветом, который обозначает итог поединка. Расшифровка обозначений и цветов представлена в нижеследующей таблице.
| Пример | Расшифровка                     |
| ------ | ------------------------------- |
|        | Победа                          |
|        | Ничья                           |
|        | Поражение                       |
|        | Планируемый поединок            |
|        | Поединок признан несостоявшимся |
| КО     | Нокаут                          |
| ТКО    | Технический нокаут              |
| PTS    | Решение судей (по очкам)        |
| UD     | Единогласное решение судей      |
| MD     | Решение большинства судей       |
| SD     | Раздельное решение судей        |
| RTD    | Отказ от продолжения боя        |
| DQ     | Дисквалификация                 |
| NC     | Поединок признан несостоявшимся |

| Бой  | Дата            | Соперник                   | Место проведения                                     | Раундов   | Примечание                                                        |
| ---- | --------------- | -------------------------- | ---------------------------------------------------- | --------- | ----------------------------------------------------------------- |
| 20-3 | 18 февраля 2017 | Маркус Браун (18-0)        | Cintas Center, Цинциннати, Огайо, США                | КО6 (10)  | Уильямс в нокдауне во 2, 4 и 6 раундах.                           |
| 20-2 | 29 июля 2016    | Адонис Стивенсон (27-1)    | Centre Videotron, Квебек-Сити, Канада                | КО4 (12)  | Бой за титул чемпиона мира по версии WBC (7-я защита Стивенсона). |
| 20-1 | 30 апреля 2016  | Эдвин Родригес (28-1)      | Stubhub Center, Карсон, Калифорния, США              | КО2 (10)  |                                                                   |
| 19-1 | 13 ноября 2015  | Умберто Савинь (12-2)      | Beau Rivage Resort & Casino, Билокси, Миссисипи, США | ТКО2 (10) |                                                                   |
| 18-1 | 12 декабря 2014 | Майкл Гбенга (20-17)       | UIC Pavilion, Чикаго, Иллинойс, США                  | UD10 (10) |                                                                   |
| 17-1 | 1 августа 2014  | Габриель Кампильо (23-6-1) | Шелтон, Округ Колумбия, США                          | RTD5 (12) | Бой остановлен из-за рассечения у Уильямса. Потерял WBO NABO.     |